# Hiéroglyphe égyptien M20

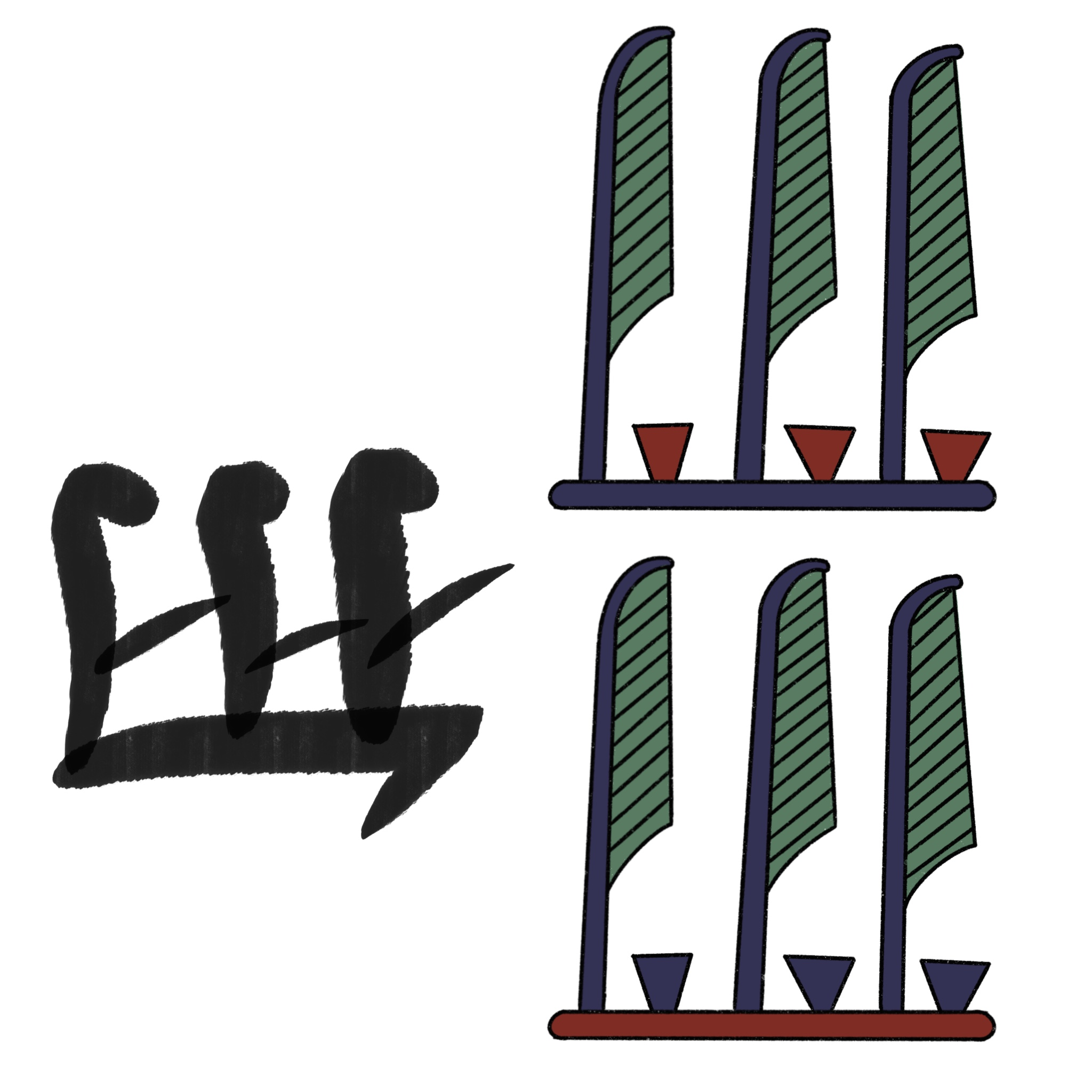
Version hiératique et hiéroglyphique

Le fourré de roseaux, en hiéroglyphes égyptiens, est classifié dans la  section M « Arbres et plantes » de la liste de Gardiner ; il y est noté M20.

## Représentation
Il représente un fourré de trois roseaux fleuris (hiéroglyphe M17) entre lesquels émergent de jeunes pousses dont la couleur peut être rouge ou bleu. Il est translittéré sḫt, sḫty ou sm.

## Utilisation
| s | x · t | M20 |

| s | x · t | M20 |

campagne cultivée, campagne ».
| M20 | t · y | A1 |

| M20 | t · y | A1 |

| M21 |

| M21 |

bilitère de valeur sm.